# 台風の名前

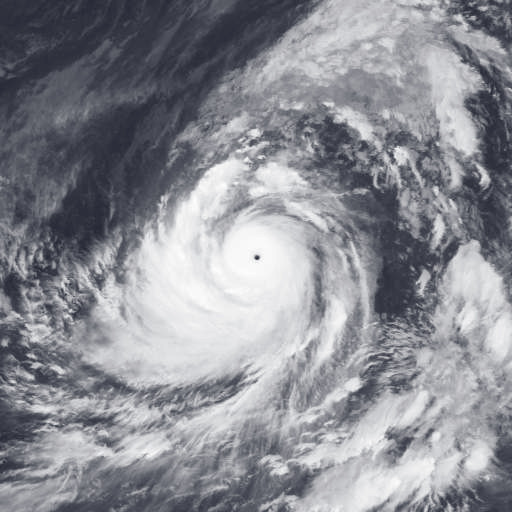
1979年の台風20号（国際名は「チップ」である）

台風の名前（たいふうのなまえ）では、台風 （北西太平洋で発生する熱帯低気圧）における国際的な名称や、日本における台風番号など、台風の人為的な命名について述べる。

## 概要

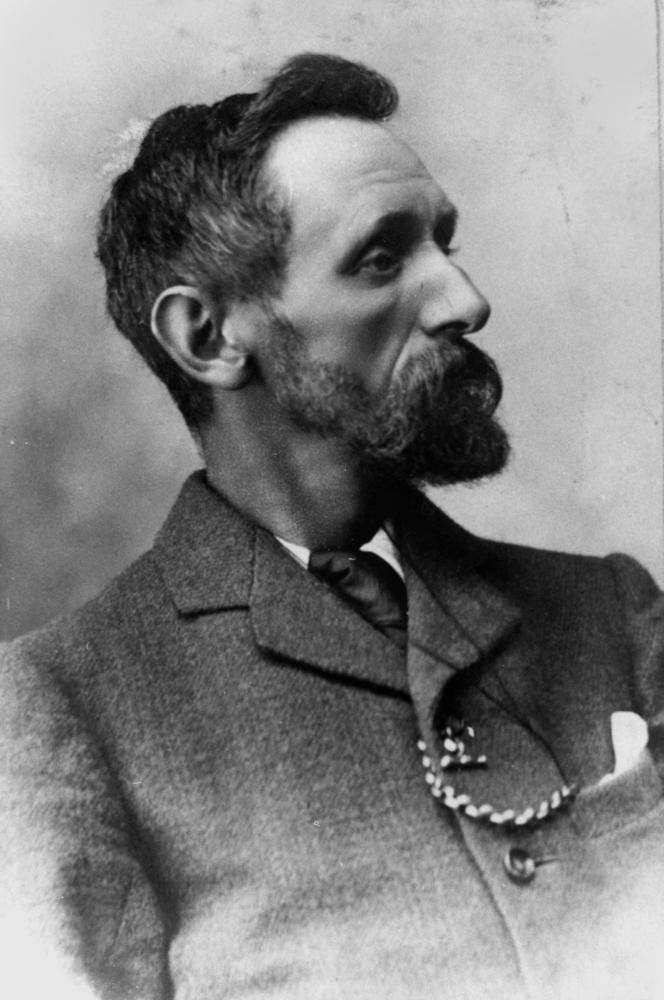
クレメント・ラグ

台風において国際的に使用される名称は、一般的に国際名と言われており、終戦直後から1999年まではアメリカ軍による英名（英語名）が使用されていたが（後述）、2000年からは日本を含むアジア各国が提案したアジア名が使用されている（後述）。これらはあらかじめ用意されたリストから名前が割り当てられる「リスト方式」であるが、日本では台風番号を使用する「番号方式」が使用される（後述）。またフィリピンのように、国際的に用いられる名称とは別に、独自の名称を採用している国もある。
台風に名前を付けるという慣習を世界で最初に始めたのは、オーストラリア気象学者の祖であるクレメント・ラグだと言われている。彼は1890年代、ポリネシア神話に登場する神や女性、嫌いな政治家などと同じ名前をサイクロンに付けていた。その中にはオーストラリアの初代首相の名前も含まれていたという説がある。結局彼は、これが原因で政治家の反感を買い、自分の希望していた役職に就けずに失意のままニュージーランドへと渡った。

## 英名 (アメリカ式)

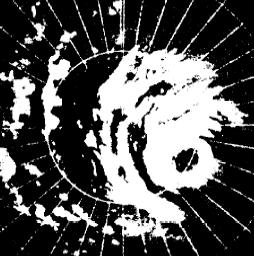
国際名「ナンシー」と命名された1961年の第2室戸台風（ナンシー は英語圏の女性名である）

アメリカ合衆国では、ハリケーン（北大西洋・カリブ海・メキシコ湾・北東太平洋地域）の名称として英語圏の男女の人名リストを用いるが（詳細はハリケーンの命名を参照）、北西太平洋領域に発生する台風についても、終戦直後から1999年まではアメリカ海軍の合同台風警報センター（JTWC）による英名が、国際的な名称として付けられていた。
かつて、第2次世界大戦後の日本はアメリカ軍を主とする連合国軍の占領下にあったため、日本においても、終戦直後の1947年から1953年5月の台風2号（ジュディ台風）まではこの英名を採用していたが、当時のアメリカでは女性名のみを使っていたので、日本でも台風の命名は全てアルファベット順（ABC順）の女性名であった（カスリーン台風、ジェーン台風など）。女性名が使用された由来については、当時は海軍や空軍が飛行機で台風の中に入り、台風の中心から観測機器を投下することによって台風の観測を行なっており、台風に対して、遊び心で自分の妻や恋人と同じ名前を付けて、親しみを込めて呼んだことが始まりといわれる。熱帯低気圧を女性名で呼称する方式は、アメリカでも1950年から正式に採用されている。ハリケーンを女性名で呼ぶことは、小説家のジョージ・スチュワートによる1941年の小説『Storm』を由来として1940年代から海軍の気象学者などによって行われており、米軍は1945年に西太平洋で発生するタイフーンについて女性名のリストを採用し、アルファベット順の女性名の表が1947年から作られたが、アメリカ気象局（現・アメリカ国立気象局）の採用は1953年にまでずれこんでいる。後にこの命名法は、男女同権に反しており性差別につながるなどとして、世界気象機関 (WMO) から改善の要求があり、1979年からは男性名・女性名を交互につける方法に改められ、同年の台風1号まで女性名のみの表が使われていたものが、同年の台風2号からは男性名を含んだ表に改められた。そして、同年の台風3号（セシル）は、初の男性名台風となった。
なお、この方式で命名を行なっていた頃は、熱帯低気圧を台風と認定する日本の気象庁が台風と認定したとしても、台風の命名を担当するアメリカのJTWCが台風と認定しなかった場合は、気象庁により台風番号は付けられても、JTWCにより国際名が付けられることはなかった。台風の認定は、それぞれの国の専門家が独自に判断していることから、日本では台風でもアメリカでは台風でない、という矛盾が生じることがある。このような時に、国際名のない「名無し台風」は発生していた。例えば、1999年の台風4号や6号にも国際名はなかった。
現在も、北大西洋におけるハリケーンの名前リストは「年次リスト」と呼ばれ、頭文字のアルファベット順に21種類（Q・U・X・Y・Zの5文字は使わない）の人名のリストをあらかじめ6セット用意し、1年ごとに1セットずつAから順に使用され、6年間かけて6セットのリストを一巡すると再び1セット目に戻るループである。リストの後半にあるVやWなどから始まる名前は、ハリケーンが多数発生した場合にのみ使用されるため、実際には使用された例がほとんどない。21個を上回る数のハリケーンが発生しリスト上の名前を使い果たした場合は、「α（アルファ）」「β（ベータ）」「γ（ガンマ）」「π（パイ）」などのギリシア文字を順に続けていくことになっているが、2005年は初めてハリケーン発生数が21個を越えたことで、史上初めてとなるギリシア文字のハリケーン「アルファ」が登場し、これだけでも前例のない事例となったが、そればかりかその後も次々と熱帯低気圧が発生し、最終的には「ζ（ゼータ）」まで使用されるという異例の記録が生まれた。また2020年には、史上初めてハリケーンの発生数が30を越え、「ι（イオタ）」まで名前が使用された。そのためWMOは新たに予備命名リストと呼ばれるものを新設し、2021年からはギリシア文字による命名が廃止され、代わりに新設した予備命名リストから命名されることとなった。

### 台風の英名表
以下は、1947年から1999年までの台風の英名のリストである。
| 第1列    | 第2列    | 第3列    | 第4列    | 第5列    |
| -------- | -------- | -------- | -------- | -------- |
| Anna     | Alice    | Annabell | Agnes    | Allyn    |
| Berneda  | Beatrice | Bertha   | Beverly  | Betty    |
| Carol    | Cathy    | Chris    | Carmen   | Camilla  |
| Donna    | Dora     | Dolores  | Della    | Doris    |
| Eileen   | Elnora   | Euniec   | Elaine   | Elsie    |
| Faith    | Flora    | Flo      | Faye     | Flossie  |
| Gwen     | Gladys   | Gestrude | Gloria   | Grace    |
| Helena   | Hannah   | Hazel    | Hester   | Helene   |
| Inez     | Irene    | Ione     | Irma     | Ida      |
| Joyce    | Jean     | Jackie   | Judith   | Jane     |
| Kathleen | Karen    | Kit      | Kitty    | Kezia    |
| Laura    | Lana     | Libby    | Lise     | Lucretia |
| Mildred  | Mabel    | Martha   | Madeline | Missatha |
| Nanette  | Nadine   | Norma    | Nelly    | Nancy    |
| Olive    | Ophelia  | Olga     | Omelia   | Ossia    |
| Pauline  | Pearl    | Pat      | Patricia | Petie    |
| Rosalind | Rose     | Rita     | Rena     | Ruby     |

| 第1列           | 第2列         | 第3列                 | 第4列         |
| --------------- | ------------- | --------------------- | ------------- |
| Alice           | Anita         | Amy                   | Agnes         |
| Betty           | Billie        | Babs → Babe           | Bess → Bonnie |
| Cora            | Clara         | Charlotte → Carla     | Carmen        |
| Doris           | Delilah → Dot | Dinah                 | Della         |
| Elsie           | Ellen         | Emma                  | Elaine        |
| Flossie         | Fran          | Freda                 | Faye          |
| Grace           | Georgia       | Gilda                 | Gloria        |
| Helen           | Hope          | Harriet               | Hester        |
| Ida             | Iris          | Ivy                   | Irma          |
| June            | Joan          | Jeanne → Jean         | Judy          |
| Kathy           | Kate          | Karen → Kim           | Kit           |
| Lorna           | Louise        | Lois → Lucille → Lucy | Lola          |
| Marie           | Marge         | Mary                  | Mamie         |
| Nancy           | Nora          | Nona → Nadine         | Nina          |
| Olga            | Ora → Opal    | Olive                 | Ophelia → Ora |
| Pamela          | Pat → Patsy   | Polly                 | Phyllis       |
| Ruby            | Ruth          | Rose                  | Rita          |
| Sally           | Sarah         | Shirley               | Susan         |
| Tilda → Therese | Thelma        | Trix                  | Tess          |
| Violet          | Vera          | Vae → Virginia        | Viola         |
| Wilda           | Wanda         | Wilma → Wendy         | Winnie        |

| 第1列          | 第2列   | 第3列      | 第4列       |
| -------------- | ------- | ---------- | ----------- |
| Andy           | Abby    | Alex       | Agnes       |
| Bess → Brenda  | Ben     | Betty      | Bill        |
| Cecil          | Carmen  | Cary       | Clara       |
| Dot            | Dom     | Dinah      | Doyle       |
| Ellis          | Ellen   | Ed         | Elsie       |
| Faye           | Forrest | Freda      | Fabian      |
| Gordon         | Georgia | Gerald     | Gay         |
| Hope           | Herbert | Holly      | Hazen → Hal |
| Irving         | Ida     | Ike → Ian  | Irma        |
| Judy           | Joe     | June       | Jeff        |
| Ken            | Kim     | Kelly      | Kit         |
| Lola           | Lex     | Lynn       | Lee         |
| Mac            | Marge   | Maury      | Mamie       |
| Nancy          | Norris  | Nina       | Nelson      |
| Owen           | Orchid  | Ogden      | Odessa      |
| Pamela → Peggy | Percy   | Phyllis    | Pat         |
| Roger          | Ruth    | Roy → Ryan | Ruby        |
| Sarah          | Sperry  | Susan      | Skip        |
| Tip            | Thelma  | Thad       | Tess        |
| Vera           | Vernon  | Vanessa    | Val         |
| Wayne          | Wynne   | Warren     | Winona      |

| 第1列   | 第2列        | 第3列              | 第4列        |
| ------- | ------------ | ------------------ | ------------ |
| Angela  | Abe          | Amy                | Axel         |
| Brian   | Becky        | Brendan            | Bobbie       |
| Colleen | Cecil        | Caitlin            | Chuck        |
| Dan     | Dot          | Doug               | Deanna       |
| Elsie   | Ed           | Ellie              | Eli          |
| Forrest | Flo          | Fred               | Faye         |
| Gay     | Gene         | Gladys             | Gary         |
| Hunt    | Hattie       | Harry              | Helen        |
| Irma    | Ira          | Ivy                | Irving       |
| Jack    | Jeana        | Joel               | Janis        |
| Koryn   | Kyle         | Kinna              | Kent         |
| Lewis   | Lola         | Luke               | Lois         |
| Marian  | Mike → Manny | Mireille → Melissa | Mark         |
| Nathan  | Nell         | Nat                | Nina         |
| Ofelia  | Owen         | Orchid             | Omar → Oscar |
| Percy   | Page         | Pat                | Polly        |
| Robyn   | Russ         | Ruth               | Ryan         |
| Steve   | Sharon       | Seth               | Sibyl        |
| Tasha   | Tim          | Thelma → Teresa    | Ted          |
| Vernon  | Vanessa      | Verne              | Val          |
| Winona  | Walt         | Wilda              | Ward         |
| Yancy   | Yunya        | Yuri               | Yvette       |
| Zola    | Zeke         | Zelda              | Zack         |

| 第1列   | 第2列  | 第3列   | 第4列  |
| ------- | ------ | ------- | ------ |
| Ann     | Abel   | Amber   | Alex   |
| Bart    | Beth   | Bing    | Babs   |
| Cam     | Carlo  | Cass    | Chip   |
| Dan     | Dale   | David   | Dawn   |
| Eve     | Ernie  | Ella    | Elvis  |
| Frankie | Fern   | Fritz   | Faith  |
| Gloria  | Greg   | Ginger  | Gil    |
| Herb    | Hannah | Hank    | Hilda  |
| Ian     | Isa    | Ivan    | Iris   |
| Joy     | Jimmy  | Joan    | Jacob  |
| Kirk    | Kelly  | Keith   | Kate   |
| Lisa    | Levi   | Linda   | Leo    |
| Marty   | Marie  | Mort    | Maggie |
| Niki    | Nestor | Nichole | Neil   |
| Orson   | Opal   | Otto    | Olga   |
| Piper   | Peter  | Penny   | Paul   |
| Rick    | Rosie  | Rex     | Rachel |
| Sally   | Scott  | Stella  | Sam    |
| Tom     | Tina   | Todd    | Tanya  |
| Violet  | Victor | Vicki   | Virgil |
| Willie  | Winnie | Waldo   | Wendy  |
| Yates   | Yule   | Yanni   | York   |
| Zane    | Zita   | Zeb     | Zia    |

## アジア名

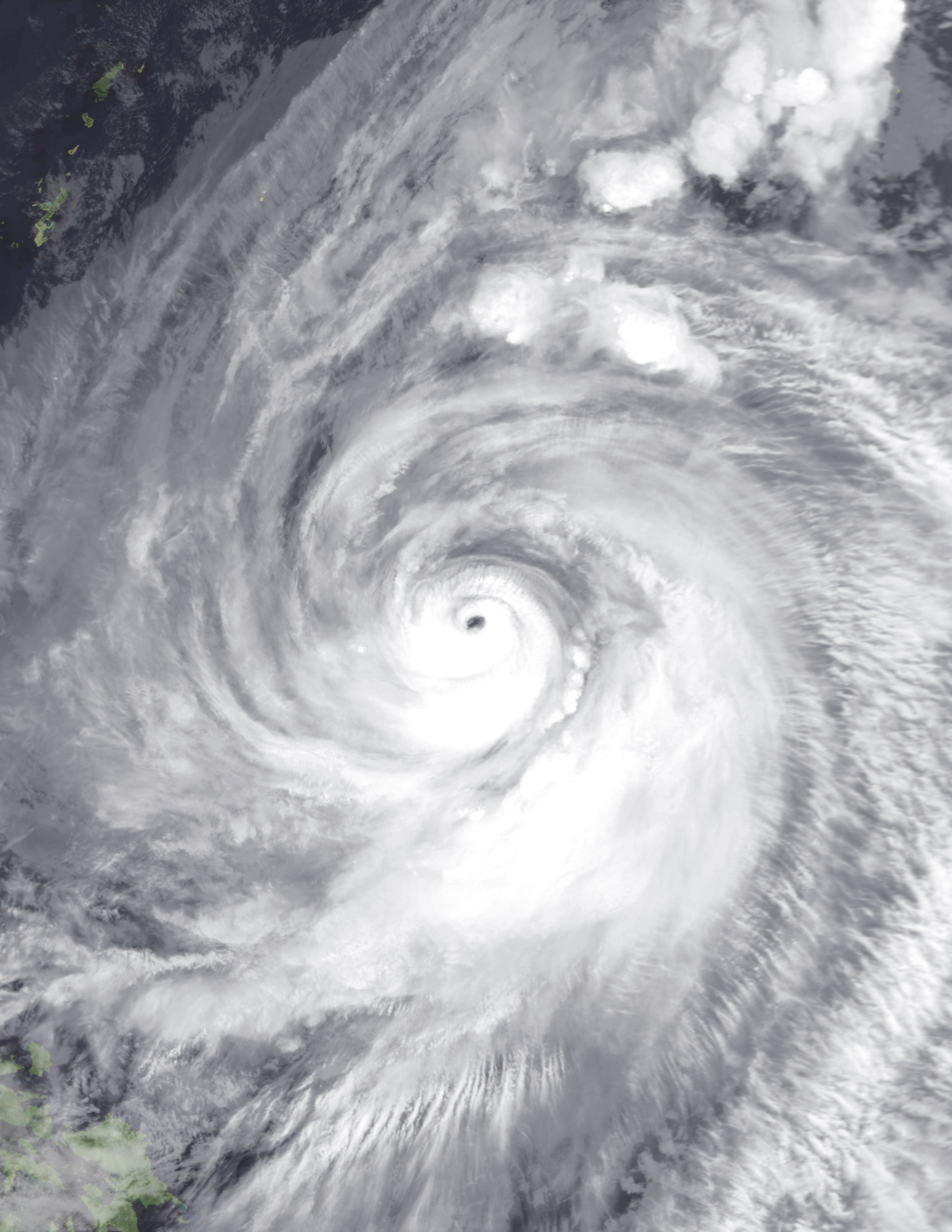
アジア名「トカゲ」と命名された2004年の台風23号（トカゲ は日本が提案した名前）

2000年1月1日からは、台風の国際名として、それまでの英名に代わり、アジア太平洋経済社会委員会（ESCAP）と世界気象機関（WMO）で組織する台風委員会が制定した「アジア名」を用いることとなった。このリストは大西洋海洋気象研究所のサイトなどで見ることができる。このアジア名は、台風が襲来するアジアの地域の人々にとって馴染みの深いアジアの言葉の方が、人々の防災意識も向上するのではないかと、日本を含む加盟14か国・領域から提案された合計140個の名前からなっており（1つの国・領域につき10個提案できるため、10×14＝140 で140個となっている。）、台風が発生する度に順次使用されている。アジア名は「カンボジア → 中国 → 北朝鮮 → 香港 → 日本 → ラオス → マカオ → マレーシア → ミクロネシア連邦 → フィリピン → 韓国 → タイ → アメリカ → ベトナム」の順（台風名を提案した国名のアルファベット順）に、それぞれの国や地域が提案した名前が使用され、これが繰り返される。
アジア名は、アメリカとアジア各国で構成された台風委員会によって定められたもので、国際的には広く使用されているが、日本国内では台風番号による呼び方が一般的であり、報道機関でも台風番号で呼称している例が大多数である。ただし日本以外のアジア地域で被害が出た場合などで、台風番号とアジア名を併用して報道する場合もある。
国際社会への情報に、こうした台風委員会が制定した名前を付け、それを利用してもらうことによって、アジア各国・地域の文化の尊重と連帯の強化、相互理解を推進することが期待されていることも、アジア名が制定された理由の1つである。
ちなみに東経180度以東で発生したハリケーン等の熱帯低気圧が東経180度以西に進んで台風となったもの（越境台風）にはアジア名は命名されず、発生地点で命名された名称がそのまま使用される。
日本からは、星座名に由来する10個のアジア名が提案されている。星座名が提案された理由としては、特定の個人・法人の名称や商標、地名や天気現象名でない「中立的な」名称であること、「自然」の事物であって利害関係が比較的生じにくいこと、大気現象である台風とイメージ上の関連がある天空にあり、かつ人々に親しまれているものであることが挙げられる。
アジア名として提案された名前を採用するにはいくつかの条件がある。1つは文字数が多過ぎないことであり、アルファベットで9文字以内と決められている。またその他、音節が多くなくて発音しやすいこと、他の加盟国・地域の言語で感情を害するような意味を持たないことなどの条件もある。
台風のアジア名が使用されるようになった2000年以降は、それまでとは違って台風認定機関と台風命名機関の両方を日本の気象庁が担当することとなったため、前述のような国際名（アジア名）のない台風が登場することはない。
アジア名は全部で140個あり、140番目の「サオラー」まで使用されると最初の「ダムレイ」に戻るループである。
| 順番 | 命名国       | 表記      | 読み           | 意味・由来 |
| ---- | ------------ | --------- | -------------- | --- |
| 1    | カンボジア   | Damrey    | ダムレイ       | クメール語の「ゾウ（ដំរី）」 |
| 2    | 中国         | Tianma    | ティエンマ     | 中国語の「天馬」 |
| 3    | 北朝鮮       | Kirogi    | キロギー       | 朝鮮語の「雁（기러기）」 |
| 4    | 香港         | Yun-yeung | インニョン     | 広東語の「オシドリ（鴛鴦）」または「鴛鴦茶」                                                                                            |
| 5    | 日本         | Koinu     | コイヌ         | こいぬ座または小さな犬 |
| 6    | ラオス       | Bolaven   | ボラヴェン     | 高原の名前 |
| 7    | マカオ       | Sanba     | サンバ         | マカオの名所 |
| 8    | マレーシア   | Jelawat   | ジェラワット   | レッドフィンジャイアントバーブとも呼ばれる淡水魚の名前                                                                                  |
| 9    | ミクロネシア | Ewiniar   | イーウィニャ   | チューク語の「嵐の神」 |
| 10   | フィリピン   | Maliksi   | マリクシ       | フィリピン語の「速い」 |
| 11   | 韓国         | Gaemi     | ケーミー       | 朝鮮語の「アリ（개미）」 |
| 12   | タイ         | Prapiroon | プラピルーン   | タイ語の「雨の神（พระพิรุณ）」 |
| 13   | 米国         | Maria     | マリア         | チャモロ人の女性の名前 |
| 14   | ベトナム     | Son-Tinh  | ソンティン     | ベトナム神話の山の神 |
| 15   | カンボジア   | Ampil     | アンピル       | タマリンド |
| 16   | 中国         | Wukong    | ウーコン       | 中国語の「悟空」 |
| 17   | 北朝鮮       | Jongdari  | ジョンダリ     | 朝鮮語の「ヒバリ（종다리）」 |
| 18   | 香港         | Shanshan  | サンサン       | 少女の名前 |
| 19   | 日本         | Yagi      | ヤギ           | やぎ座または山羊 |
| 20   | ラオス       | Leepi     | リーピ         | ラオス南部にある、リーピの滝（ソンパミットの滝）                                                                                        |
| 21   | マカオ       | Bebinca   | バビンカ       | ベビンカ（マカオの牛乳プディング） |
| 22   | マレーシア   | Pulasan   | プラサン       | ムクロジ科に実る果物の名前 |
| 23   | ミクロネシア | Soulik    | ソーリック     | ポンペイ島の首長の称号 |
| 24   | フィリピン   | Cimaron   | シマロン       | 野生の牛または野生した家畜 |
| 25   | 韓国         | Jebi      | チェービー     | 朝鮮語の「ツバメ（제비）」 |
| 26   | タイ         | Krathon   | クラトーン     | センダン科の果物の名前 |
| 27   | 米国         | Barijat   | バリジャット   | マーシャル語の「波と風の浜辺」 |
| 28   | ベトナム     | Trami     | チャーミー     | バラ科の花の名前 |
| 29   | カンボジア   | Kong-rey  | コンレイ       | 伝説の少女の名前または山の名前 |
| 30   | 中国         | Yinxing   | インシン       | 中国語の「イチョウ（銀杏）」 |
| 31   | 北朝鮮       | Toraji    | トラジー       | 朝鮮語の「キキョウ（도라지）」 |
| 32   | 香港         | Man-yi    | マンニィ       | 貯水池（元は海峡）の名前（万宜水庫） |
| 33   | 日本         | Usagi     | ウサギ         | うさぎ座または兎 |
| 34   | ラオス       | Pabuk     | パブーク       | メコン川の大型淡水魚の名前 |
| 35   | マカオ       | Wutip     | ウーティップ   | 広東語の「チョウ（蝴蝶）」 |
| 36   | マレーシア   | Sepat     | セーパット     | 淡水魚の名前 |
| 37   | ミクロネシア | Mun       | ムーン         | ヤップ語の「6月」 |
| 38   | フィリピン   | Danas     | ダナス         | 経験する・感じる |
| 39   | 韓国         | Nari      | ナーリー       | 朝鮮語の「ユリ（나리）」 |
| 40   | タイ         | Wipha     | ウィパー       | 女性の名前 |
| 41   | 米国         | Francisco | フランシスコ   | チャモロ人の男性の名前 |
| 42   | ベトナム     | Co-May    | コメイ         | ベトナム語の「オキナワミチシバ（Cỏ may）」                                                                                              |
| 43   | カンボジア   | Krosa     | クローサ       | ツル |
| 44   | 中国         | Bailu     | バイルー       | 中国語の「白い鹿（白鹿）」 |
| 45   | 北朝鮮       | Podul     | ポードル       | 朝鮮語の「ヤナギ（버들）」 |
| 46   | 香港         | Lingling  | レンレン       | 少女の名前 |
| 47   | 日本         | Kajiki    | カジキ         | かじき座または魚のカジキ |
| 48   | ラオス       | Nongfa    | ノンファ       | 湖の名前（ノンファ湖） |
| 49   | マカオ       | Peipah    | ペイパー       | マカオで多く飼われるペット用の魚「プレコ（琵琶鼠魚）」                                                                                  |
| 50   | マレーシア   | Tapah     | ターファー     | ナマズ |
| 51   | ミクロネシア | Mitag     | ミートク       | ヤップ語の女性の名前または「私の目」 |
| 52   | フィリピン   | Ragasa    | ラガサ         | すばやい動作 |
| 53   | 韓国         | Neoguri   | ノグリー       | 朝鮮語の「タヌキ（너구리）」 |
| 54   | タイ         | Bualoi    | ブアローイ     | デザートの名前 |
| 55   | 米国         | Matmo     | マットゥモ     | チャモロ語の「大雨」 |
| 56   | ベトナム     | Halong    | ハーロン       | 湾の名前 |
| 57   | カンボジア   | Nakri     | ナクリー       | 花の名前 |
| 58   | 中国         | Fengshen  | フンシェン     | 中国語の「風神」 |
| 59   | 北朝鮮       | Kalmaegi  | カルマエギ     | 朝鮮語の「カモメ（갈매기）」 |
| 60   | 香港         | Fung-wong | フォンウォン   | 広東語の鳳凰または山の名前（鳳凰山） |
| 61   | 日本         | Koto      | コト           | こと座または琴 |
| 62   | ラオス       | Nokaen    | ノケーン       | 鳥の名前（ツバメ） |
| 63   | マカオ       | Penha     | ペンニャ       | マカオ名所の丘の名前（西望洋山） |
| 64   | マレーシア   | Nuri      | ヌーリ         | マレー語のサトウチョウ（オウムの一種）                                                                                                  |
| 65   | ミクロネシア | Sinlaku   | シンラコウ     | コスラエ島の伝説の女神 |
| 66   | フィリピン   | Hagupit   | ハグピート     | むち打つこと |
| 67   | 韓国         | Jangmi    | チャンミー     | 朝鮮語の「バラ（장미/薔薇）」 |
| 68   | タイ         | Mekkhala  | メーカラー     | 雷の守護神（เมขลา） |
| 69   | 米国         | Higos     | ヒーゴス       | チャモロ語の「イチジク」 |
| 70   | ベトナム     | Bavi      | バービー       | ベトナム北部の山脈の名前 |
| 71   | カンボジア   | Maysak    | メイサーク     | 木の名前 |
| 72   | 中国         | Haishen   | ハイシェン     | 中国語の「海神」 |
| 73   | 北朝鮮       | Noul      | ノウル         | 朝鮮語の「夕焼け（노을）」 |
| 74   | 香港         | Dolphin   | ドルフィン     | イルカ（香港を代表する動物の1つ） |
| 75   | 日本         | Kujira    | クジラ         | くじら座または鯨 |
| 76   | ラオス       | Chan-hom  | チャンホン     | 木の名前 |
| 77   | マカオ       | Peilou    | ペイロー       | 広東語の「ヘラサギ（琵鷺）」 |
| 78   | マレーシア   | Nangka    | ナンカー       | マレー語の「パラミツ」 |
| 79   | ミクロネシア | Saudel    | ソウデル       | ポンペイ島の伝説上の首長「ソウデロア」の護衛兵                                                                                          |
| 80   | フィリピン   | Narra     | ナーラ         | タガログ語の「カリン」 |
| 81   | 韓国         | Gaenari   | ケナリ         | 朝鮮語の「レンギョウ（개나리）」 |
| 82   | タイ         | Atsani    | アッサニー     | 稲妻（อัสนี） |
| 83   | 米国         | Etau      | アータウ       | パラオ語の「嵐雲」 |
| 84   | ベトナム     | Bang-Lang | バンラン       | ベトナム語の「バナバ（Bằng lăng）」 |
| 85   | カンボジア   | Krovanh   | クロヴァン     | クメール語の「カルダモン（ក្រវាញ）」 |
| 86   | 中国         | Dujuan    | ドゥージェン   | 中国語の「ツツジ（杜鵑）」 |
| 87   | 北朝鮮       | Surigae   | スリゲ         | 朝鮮語の「トビ（수리개）」 |
| 88   | 香港         | Choi-wan  | チョーイワン   | 広東語の「彩雲」 |
| 89   | 日本         | Koguma    | コグマ         | こぐま座または小さな熊 |
| 90   | ラオス       | Champi    | チャンパー     | 赤いジャスミンの花 |
| 91   | マカオ       | In-fa     | インファ       | 広東語の「花火（煙花/烟花）」 |
| 92   | マレーシア   | Cempaka   | チャンパカ     | モクレン科のいくつかの樹種。ただし cempaka hutan〈森のチャンパカ〉というとアカネ科クチナシ属の Gardenia tubifera を指す場合がある。     |
| 93   | ミクロネシア | Nepartak  | ニパルタック   | コスラエ島の有名な戦士の名前 |
| 94   | フィリピン   | Lupit     | ルピート       | 冷酷な・残酷な |
| 95   | 韓国         | Mirinae   | ミリネ         | 朝鮮語の「天の川（미리내）」 |
| 96   | タイ         | Nida      | ニーダ         | 女性の名前 |
| 97   | 米国         | Omais     | オーマイス     | パラオ語の「徘徊」 |
| 98   | ベトナム     | Luc-binh  | ルックビン     | ホテイアオイ |
| 99   | カンボジア   | Chanthu   | チャンスー     | 花の名前 |
| 100  | 中国         | Dianmu    | ディアンムー   | 稲妻の女神「電母」 |
| 101  | 北朝鮮       | Mindulle  | ミンドゥル     | 朝鮮語の「タンポポ（민들레）」 |
| 102  | 香港         | Lionrock  | ライオンロック | 九龍半島を俯瞰できる山の名前 |
| 103  | 日本         | Tokei     | トケイ         | とけい座または時計 |
| 104  | ラオス       | Namtheun  | ナムセーウン   | 川の名前（メコン川の支流の1つ） |
| 105  | マカオ       | Malou     | マーロウ       | 広東語の「瑪瑙」 |
| 106  | マレーシア   | Nyatoh    | ニヤトー       | アカテツ科のいくつかの木の名前（参照: Madhuca spp.、Palaquium spp.、Payena spp.、Planchonella malaccensis (syn. Pouteria malaccensis)） |
| 107  | ミクロネシア | Sarbul    | ソロブル       | モンスーンまたは雨季 |
| 108  | フィリピン   | Amuyag    | アムヤグ       | ルソン島の中央山岳地帯の方言で「散らす、広げる」                                                                                        |
| 109  | 韓国         | Gosari    | コザリ         | 朝鮮語の「ワラビ（고사리）」 |
| 110  | タイ         | Chaba     | チャバ         | タイ語の「ハイビスカス（ชบา）」 |
| 111  | 米国         | Aere      | アイレー       | マーシャル語の「嵐」 |
| 112  | ベトナム     | Songda    | ソングダー     | ベトナム北西部にある川の名前 |
| 113  | カンボジア   | Trases    | トローセス     | キツツキ |
| 114  | 中国         | Mulan     | ムーラン       | 植物の名前（モクレン）または人物名（木蘭）                                                                                              |
| 115  | 北朝鮮       | Meari     | メアリー       | 朝鮮語の「やまびこ (메아리) 」 |
| 116  | 香港         | Tsing-ma  | チンマー       | 香港国際空港と市内を結ぶ橋の名前 |
| 117  | 日本         | Tokage    | トカゲ         | とかげ座または蜥蜴 |
| 118  | ラオス       | Ong-mang  | オーンマン     | ターミンジカ（絶滅危惧種の動物） |
| 119  | マカオ       | Muifa     | ムイファー     | 広東語の「梅の花（梅花）」 |
| 120  | マレーシア   | Merbok    | マールボック   | 鳥の名前 |
| 121  | ミクロネシア | Nanmadol  | ナンマドル     | 「太平洋のベネツィア」と呼ばれる遺跡の名前                                                                                              |
| 122  | フィリピン   | Talas     | タラス         | 鋭さ |
| 123  | 韓国         | Hodu      | ホードゥー     | 朝鮮語の「クルミ（호두）」 |
| 124  | タイ         | Kulap     | クラー         | タイ語の「バラ（กุหลาบ）」 |
| 125  | 米国         | Roke      | ロウキー       | チャモロ人の男性の名前 |
| 126  | ベトナム     | Sonca     | ソンカー       | ベトナム語の「ヒバリ（Chim sơn ca）」                                                                                                   |
| 127  | カンボジア   | Nesat     | ネサット       | クメール語の「漁師（អ្នកនេសាទ）」 |
| 128  | 中国         | Haitang   | ハイタン       | 中国語の「ハナカイドウ（海棠）」 |
| 129  | 北朝鮮       | Jamjari   | ツァンザリー   | 朝鮮語の「トンボ（잠자리）」 |
| 130  | 香港         | Banyan    | バンヤン       | 木の名前（ガジュマル） |
| 131  | 日本         | Yamaneko  | ヤマネコ       | やまねこ座または山猫 |
| 132  | ラオス       | Pakhar    | パカー         | メコン川の下流部に生息する淡水魚の名前                                                                                                  |
| 133  | マカオ       | Sanvu     | サンヴー       | 広東語の「珊瑚」 |
| 134  | マレーシア   | Mawar     | マーワー       | マレー語の「バラ」 |
| 135  | ミクロネシア | Guchol    | グチョル       | ヤップ語の「ウコン」 |
| 136  | フィリピン   | Talim     | タリム         | 鋭い刃先 |
| 137  | 韓国         | Bori      | ボリ           | 朝鮮語の「オオムギ（보리）」 |
| 138  | タイ         | Khanun    | カーヌン       | タイ語の「パラミツ（ขนุน）」 |
| 139  | 米国         | Lan       | ラン           | マーシャル語の「嵐」 |
| 140  | ベトナム     | Saobien   | サオビエン     | ベトナム語の「ヒトデ（Sao biển）」 |

アジア名と同様の命名方式は、2004年からインド洋におけるサイクロンでも使用されるようになった。インド気象局（IMD）がサイクロンの命名を担当し、名前はバングラデシュ・インド・モルディブ・ミャンマー・オマーン・パキスタン・タイ・スリランカの7か国が提案し、アジア名と同様に国名のアルファベット順に名前が使用される。例えば、2007年のサイクロン・シドル（Sidr）はオマーンが提案した名前で、2008年のサイクロン・ナルギス（Nargis）はパキスタンが提案した名前である。また、2020年のサイクロン・アンファン（Amphan）はタイが提案した名前で、「空」（そら、sky）を意味する。

## 国際名の変更（引退）

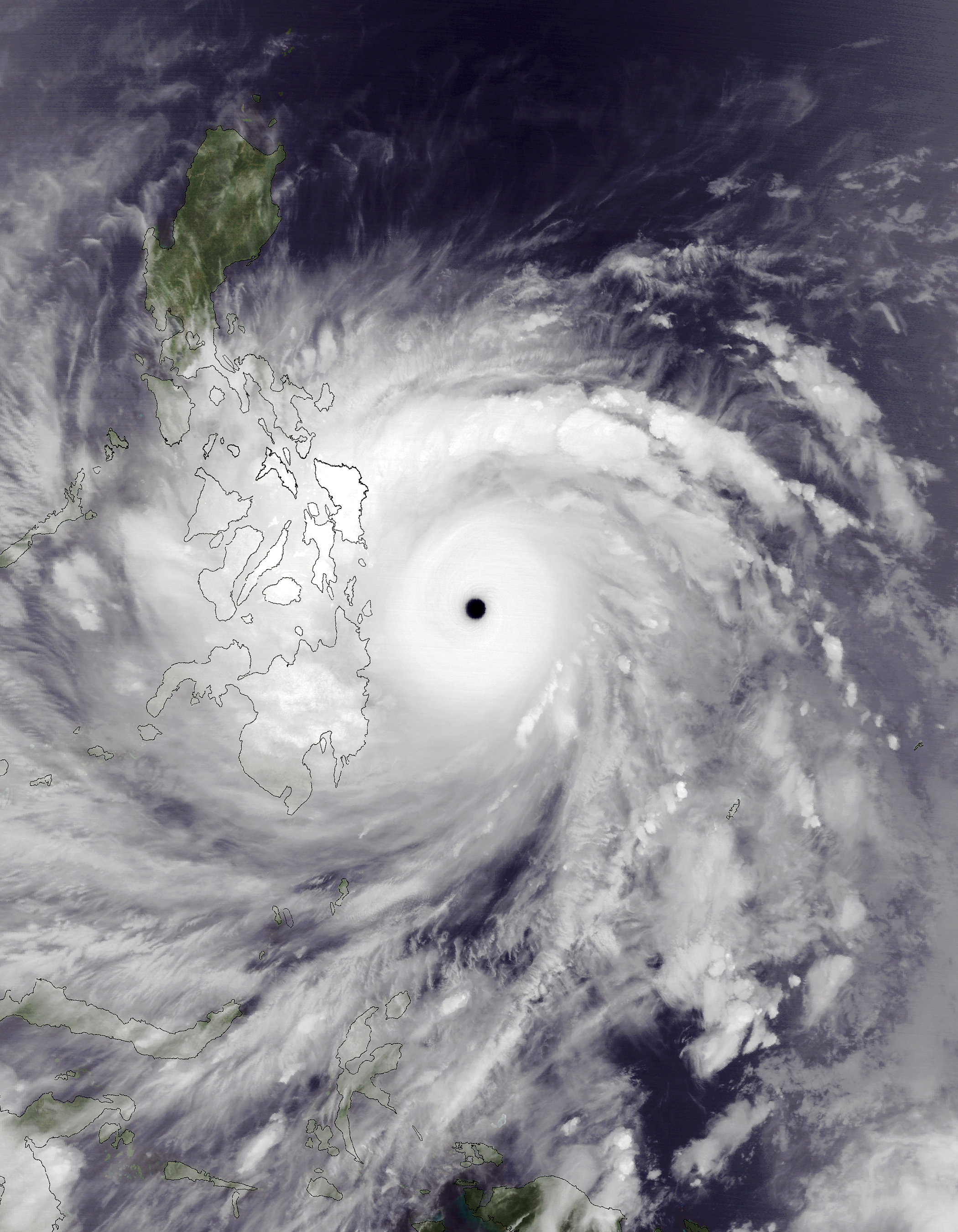
アジア名「ハイエン」と命名された2013年の台風30号（この台風は甚大なる被害を与えたことから、ハイエン はこの台風限りで引退した）

アジア名などの国際名は繰り返しの使用を原則とするが、大きな災害をもたらした台風などについては以後は同じ名前を使用しないよう変更することがある。大西洋北部などの他海域、また1999年までのアメリカ式の命名において、顕著な影響を与えたものの国際名を名前リストから削除して、次回以降から別の国際名が使用される「引退」という慣例があり、この慣例は2000年に導入されたアジア名にも受け継がれている。この慣例の目的は、大きな影響や被害を与えたために将来にわたって言及されるであろう台風が、同じ国際名となってしまうと混同の恐れがあるためである。逆に顕著な影響を与えなかった名前については繰り返し使われる。例えば Arlene というハリケーン名は1959年から2017年までに11回も使用されている。
アジア名の変更は台風委員会加盟国からの変更要請を受けて、台風委員会が行う。例えば、2013年にフィリピンに甚大な被害を与えた台風30号のアジア名「ハイエン （Haiyan）」は、以後「バイルー（Bailu）」と改称された。ただし、顕著な影響を与えても変更の手続がなければ変更されない。アジア名導入以前の例であるが、1959年の伊勢湾台風（昭和34年台風第15号）の国際名「ヴェラ（Vera）」は「引退」扱いとならず、以降も何度か使用されている。また、台風による甚大な被害以外の理由で、アジア名が変更された事例もある。

### アジア名変更の流れ
毎年、台風委員会が2月から3月に開催される。この台風委員会の会議が終わってから24-36時間後には、台風委員会のアジア名リストに更新が入る。例えば台風委員会が、2019年2月25日に終わった場合は、2019年2月26日ないし2019年2月27日の朝までには新しいアジア名が公開されている。次に、日本気象庁のアジア名の変更が行われる。しかし、2020年の第52回台風委員会以降は、新型コロナウイルスによるパンデミックが収束しなかった影響もあり、会議の開催方法がビデオミーティングに変更となり、アジア名の変更内容が正式に公開されるのは、5月下旬頃となった。
また、第55回台風委員会では正式に委員会が2月か3月の間にビデオミーティングで開催されることが決定され、名前の変更もその際に行われることが確定した。
台風の名前の変更の際は、3つの名前から選ばれる。たとえば、日本が提案した「コップ（Koppu）」の変更の際には、採用された「コグマ（Koguma）」の他に「ハクチョウ（Hakucho）」「コイヌ（Koinu）」の3つが候補に挙がっていた。なお、3つの名前候補の情報は、台風委員会が行われる1週間ないし2週間前に公開される。

### 引退した国際名

#### 引退した英名 (1999年以前)
| 引退した英名 | 最後の使用         | 変更後の英名 |
| ------------ | ------------------ | ------------ |
| Lucille      | 昭和35年台風第2号  | Lucy         |
| Ophelia      | 昭和35年台風第26号 | Ora          |
| Karen        | 昭和37年台風第28号 | Kim          |
| Bess         | 昭和49年台風第23号 | Bonnie       |
| Bess         | 昭和57年台風第10号 | Brenda       |
| Ike          | 昭和59年台風第11号 | Ian          |
| Roy          | 昭和63年台風第1号  | Ryan         |
| Mike         | 平成2年台風第25号  | Manny        |
| Mireille     | 平成3年台風第19号  | Melissa      |
| Thelma       | 平成3年台風第25号  | Teresa       |
| Omar         | 平成4年台風第15号  | Oscar        |

#### 引退したアジア名 (2000年以降)
台風による被害が甚大であったとして変更されたアジア名は以下の通り。
| 変更前のアジア名 | 変更前のアジア名 | 変更前のアジア名 | 変更前のアジア名 | 変更前のアジア名                        | 変更前のアジア名   | 変更後のアジア名 |
| 順番             | 命名国           | 表記             | 読み             | 意味・由来                              | 最後の使用         | 変更後のアジア名 |
| ---------------- | ---------------- | ---------------- | ---------------- | --------------------------------------- | ------------------ | ---------------- |
| 49               | マカオ           | Vamei            | ヴァーメイ       | 広東語の「ガビチョウ（画眉）」          | 平成13年台風第26号 | ペイパー         |
| 55               | アメリカ         | Chataan          | ツァターン       | チャモロ語の「雨」                      | 平成14年台風第6号  | マットゥモ       |
| 64               | マレーシア       | Rusa             | ルーサー         | マレー語の「シカ」                      | 平成14年台風第15号 | ヌーリ           |
| 73               | 北朝鮮           | Pongsona         | ポンソナ         | 朝鮮語の「ホウセンカ（봉선화/鳳仙花）」 | 平成14年台風第26号 | ノウル           |
| 80               | フィリピン       | Imbudo           | インブードー     | 漏斗                                    | 平成15年台風第7号  | モラヴェ         |
| 87               | 北朝鮮           | Maemi            | マエミー         | 朝鮮語の「セミ（매미）」                | 平成15年台風第14号 | ムジゲ           |
| 95               | 韓国             | Sudal            | スーダエ         | 朝鮮語の「カワウソ（수달/水獺）」       | 平成16年台風第1号  | ミリネ           |
| 107              | ミクロネシア     | Rananim          | ラナニム         | チューク語の「こんにちは」              | 平成16年台風第13号 | ファナピ         |
| 132              | ラオス           | Matsa            | マッツァ         | 人魚（もしくは魚）の名前                | 平成17年台風第9号  | パカー           |

| 変更前のアジア名 | 変更前のアジア名 | 変更前のアジア名 | 変更前のアジア名 | 変更前のアジア名                       | 変更前のアジア名   | 変更後のアジア名 |
| 順番             | 命名国           | 表記             | 読み             | 意味・由来                             | 最後の使用         | 変更後のアジア名 |
| ---------------- | ---------------- | ---------------- | ---------------- | -------------------------------------- | ------------------ | ---------------- |
| 2                | 中国             | Longwang         | ロンワン         | 中国語の「龍王」                       | 平成17年台風第19号 | ハイクイ         |
| 7                | マカオ           | Chanchu          | チャンチー       | 広東語の「真珠（珍珠）」               | 平成18年台風第1号  | サンバ           |
| 10               | フィリピン       | Bilis            | ビリス           | タガログ語の「速さ」                   | 平成18年台風第4号  | マリクシ         |
| 14               | ベトナム         | Saomai           | サオマイ         | 明けの明星                             | 平成18年台風第8号  | ソンティン       |
| 20               | ラオス           | Xangsane         | シャンセン       | ゾウ                                   | 平成18年台風第15号 | リーピ           |
| 26               | タイ             | Durian           | ドリアン         | ドリアン                               | 平成18年台風第21号 | マンクット       |
| 82               | タイ             | Morakot          | モーラコット     | タイ語の「エメラルド（มรกต）」         | 平成21年台風第8号  | アッサニー       |
| 90               | ラオス           | Ketsana          | ケッツァーナ     | 木の名前（沈香）                       | 平成21年台風第16号 | チャンパー       |
| 91               | マカオ           | Parma            | パーマァ         | マカオ料理の食材の名前（パルマハム）   | 平成21年台風第17号 | インファ         |
| 107              | ミクロネシア     | Fanapi           | ファナピ         | 環礁群（サンゴ礁を形成する小さな島々） | 平成22年台風第11号 | ライ             |
| 131              | 日本             | Washi            | ワシ             | わし座または鷲                         | 平成23年台風第21号 | ハト             |

| 変更前のアジア名 | 変更前のアジア名 | 変更前のアジア名 | 変更前のアジア名 | 変更前のアジア名                         | 変更前のアジア名   | 変更後のアジア名 |
| 順番             | 命名国           | 表記             | 読み             | 意味・由来                               | 最後の使用         | 変更後のアジア名 |
| ---------------- | ---------------- | ---------------- | ---------------- | ---------------------------------------- | ------------------ | ---------------- |
| 15               | カンボジア       | Bopha            | ボーファ         | 花と少女の名前                           | 平成24年台風第24号 | アンピル         |
| 27               | アメリカ         | Utor             | ウトア           | マーシャル語の「スコールライン」         | 平成25年台風第11号 | バリジャット     |
| 37               | ミクロネシア     | Fitow            | フィートウ       | ヤップ島の花の名前                       | 平成25年台風第23号 | ムーン           |
| 44               | 中国             | Haiyan           | ハイエン         | 中国語の「ウミツバメ（海燕）」           | 平成25年台風第30号 | バイルー         |
| 54               | タイ             | Rammasun         | ラマスーン       | 雷神                                     | 平成26年台風第9号  | ブアローイ       |
| 79               | ミクロネシア     | Soudelor         | ソウデロア       | ポンペイ島の伝説上の首長                 | 平成27年台風第13号 | ソウデル         |
| 87               | 北朝鮮           | Mujigae          | ムジゲ           | 朝鮮語の「虹（무지개）」                 | 平成27年台風第22号 | スリゲ           |
| 89               | 日本             | Koppu            | コップ           | コップ座またはコップ                     | 平成27年台風第24号 | コグマ           |
| 92               | マレーシア       | Melor            | メーロー         | ジャスミン                               | 平成27年台風第27号 | チャンパカ       |
| 106              | マレーシア       | Meranti          | ムーランティ     | 木の名前（フタバガキ科のいくつかの樹種） | 平成28年台風第14号 | ニヤトー         |
| 113              | カンボジア       | Sarika           | サリカー         | 鳥の名前（ジャワハッカ）                 | 平成28年台風第21号 | トローセス       |
| 114              | 中国             | Haima            | ハイマー         | 中国語の「タツノオトシゴ（海馬）」       | 平成28年台風第22号 | ムーラン         |
| 118              | ラオス           | Nock-ten         | ノックテン       | 踊る鳥                                   | 平成28年台風第26号 | ヒンナムノー     |
| 131              | 日本             | Hato             | ハト             | はと座または鳩                           | 平成29年台風第13号 | ヤマネコ         |

| 変更前のアジア名 | 変更前のアジア名 | 変更前のアジア名 | 変更前のアジア名 | 変更前のアジア名                         | 変更前のアジア名                           | 変更後のアジア名 |
| 順番             | 命名国           | 表記             | 読み             | 意味・由来                               | 最後の使用                                 | 変更後のアジア名 |
| ---------------- | ---------------- | ---------------- | ---------------- | ---------------------------------------- | ------------------------------------------ | ---------------- |
| 4                | 香港             | Kai-tak          | カイタク         | 啓徳空港                                 | 平成29年台風第26号                         | インニョン       |
| 5                | 日本             | Tembin           | テンビン         | てんびん座または天秤                     | 平成29年台風第27号                         | コイヌ           |
| 22               | マレーシア       | Rumbia           | ルンビア         | サゴヤシ                                 | 平成30年台風第18号                         | プラサン         |
| 26               | タイ             | Mangkhut         | マンクット       | タイ語の「マンゴスチン（มังคุด）」         | 平成30年台風第22号                         | クラトーン       |
| 30               | 中国             | Yutu             | イートゥー       | 中国語の「月の兎（玉兎）」               | 平成30年台風第26号                         | インシン         |
| 42               | ベトナム         | Lekima           | レキマー         | カニステル                               | 令和元年台風第9号                          | コメイ           |
| 48               | ラオス           | Faxai            | ファクサイ       | 女性の名前                               | 令和元年房総半島台風（令和元年台風第15号） | ノンファ         |
| 52               | フィリピン       | Hagibis          | ハギビス         | タガログ語の「素早い」                   | 令和元年東日本台風（令和元年台風第19号）   | ラガサ           |
| 61               | 日本             | Kammuri          | カンムリ         | かんむり座または冠                       | 令和元年台風第28号                         | コト             |
| 62               | ラオス           | Phanfone         | ファンフォン     | ホエジカ                                 | 令和元年台風第29号                         | ノケーン         |
| 63               | マカオ           | Vongfong         | ヴォンフォン     | 広東語の「スズメバチ（黄蜂）」           | 令和2年台風第1号                           | ペンハ           |
| 77               | マカオ           | Linfa            | リンファ         | 広東語の「ハスの花（蓮花）」             | 令和2年台風第15号                          | ペイロー         |
| 80               | フィリピン       | Molave           | モラヴェ         | 木の名前（学名: Vitex parviflora）       | 令和2年台風第18号                          | ナーラ           |
| 81               | 韓国             | Goni             | コーニー         | 朝鮮語の「ハクチョウ（고니）」           | 令和2年台風第19号                          | ゲナリ           |
| 84               | ベトナム         | Vamco            | ヴァムコー       | ベトナム南部の川の名前                   | 令和2年台風第22号                          | バンラン         |
| 98               | ベトナム         | Conson           | コンソン         | 歴史的な観光地の名前（島の名前でもある） | 令和3年台風第13号                          | ルックビン       |
| 103              | 日本             | Kompasu          | コンパス         | コンパス座または道具のコンパス           | 令和3年台風第18号                          | トケイ           |
| 107              | ミクロネシア     | Rai              | ライ             | ヤップ語の「ヤップ島の石貨」             | 令和3年台風第22号                          | ソロブル         |
| 109              | 韓国             | Megi             | メーギー         | 朝鮮語の「ナマズ（메기）」               | 令和4年台風第2号                           | コザリ           |
| 116              | 香港             | Ma-on            | マーゴン         | 馬の鞍または山の名前（馬鞍山）           | 令和4年台風第9号                           | チンマー         |
| 118              | ラオス           | Hinnamnor        | ヒンナムノー     | ヒン・ナムノー自然保護区                 | 令和4年台風第11号                          | オーンマン       |
| 123              | 韓国             | Noru             | ノルー           | 朝鮮語の「ノロジカ（노루）」             | 令和4年台風第16号                          | ホードゥー       |
| 129              | 北朝鮮           | Nalgae           | ナルガエ         | 朝鮮語の「翼（날개）」                   | 令和4年台風第22号                          | ツァンザリー     |
| 137              | 韓国             | Doksuri          | トクスリ         | 朝鮮語の「鷲（독수리）」                 | 令和5年台風第5号                           | ボリ             |
| 140              | ベトナム         | Saola            | サオラー         | サオラ                                   | 令和5年台風第9号                           | サオビエン       |

| 変更前のアジア名 | 変更前のアジア名 | 変更前のアジア名 | 変更前のアジア名 | 変更前のアジア名                     | 変更前のアジア名  | 変更後のアジア名 |
| 順番             | 命名国           | 表記             | 読み             | 意味・由来                           | 最後の使用        | 変更後のアジア名 |
| ---------------- | ---------------- | ---------------- | ---------------- | ------------------------------------ | ----------------- | ---------------- |
| 2                | 中国             | Haikui           | ハイクイ         | 中国語の「イソギンチャク（海葵）」   | 令和5年台風第11号 | ティアンマ       |
| 9                | ミクロネシア     | Ewiniar          | イーウィニャー   | チューク語の「嵐の神」               | 令和6年台風第1号  |                  |
| 19               | 日本             | Yagi             | ヤギ             | やぎ座または山羊                     | 令和6年台風第11号 |                  |
| 26               | タイ             | Krathon          | クラトーン       | センダン科の果物の名前               | 令和6年台風第18号 |                  |
| 28               | ベトナム         | Trami            | チャーミー       | バラ科の花の名前                     | 令和6年台風第20号 |                  |
| 29               | カンボジア       | Kong-rey         | コンレイ         | 伝説の少女の名前または山の名前       | 令和6年台風第21号 |                  |
| 31               | 北朝鮮           | Toraji           | トラジー         | 朝鮮語の「キキョウ（도라지）」       | 令和6年台風第23号 |                  |
| 32               | 香港             | Man-yi           | マンニィ         | 貯水池（元は海峡）の名前（万宜水庫） | 令和6年台風第24号 |                  |
| 33               | 日本             | Usagi            | ウサギ           | うさぎ座または兎                     | 令和6年台風第25号 |                  |

また、以下の名前は、台風による甚大な被害以外の理由によって変更された。
| 変更前のアジア名 | 変更前のアジア名 | 変更前のアジア名 | 変更前のアジア名 | 変更前のアジア名             | 変更前のアジア名   | 変更後のアジア名 | 変更年         | 変更理由                                                                                       | 変更理由                             |
| 順番             | 命名国           | 表記             | 読み             | 意味・由来                   | 最後の使用         | 変更後のアジア名 | 変更年         | 変更理由                                                                                       | 変更理由                             |
| ---------------- | ---------------- | ---------------- | ---------------- | ---------------------------- | ------------------ | ---------------- | -------------- | ---------------------------------------------------------------------------------------------- | ------------------------------------ |
| 111              | アメリカ         | Kodo             | コドー           | 不明                         | 未使用             | アイレー         | 2002年         | ミクロネシア語の下品な言葉と似ているため                                                       | 発音が誤解を生む可能性があるため     |
| 17               | 北朝鮮           | Sonamu           | ソナムー         | 朝鮮語の「マツ（소나무）」   | 平成25年台風第1号  | ジョンダリ       | 2014年         | 「Sonamu」の発音が「Tsunami（津波）」に似ているため                                            | 発音が誤解を生む可能性があるため     |
| 108              | フィリピン       | Malakas          | マラカス         | タガログ語の「強い・力強い」 | 令和4年台風第1号   | アムヤオ         | 2024年         | ギリシャ語で軽蔑的な意味を含む単語（μαλάκας）に似ているため。                                  | 発音が誤解を生む可能性があるため     |
| 25               | 韓国             | Jebi             | チェービー       | 朝鮮語の「ツバメ（제비）」   | 令和6年台風第17号  | 未定             | 2026年（予定） | クロアチア語で軽蔑的な意味を含む単語に似ているため                                             | 発音が誤解を生む可能性があるため     |
| 82               | タイ             | Hanuman          | ハヌマン         | 不明                         | 未使用             | モーラコット     | 2002年         | インドの神・ハヌマーンと同音であるため                                                         | 宗教上の問題で反対する国があったため |
| 137              | 韓国             | Nabi             | ナービー         | 朝鮮語の「チョウ（나비）」   | 平成17年台風第14号 | トクスリ         | 2007年         | ナビー（イスラム教の預言者）と同音であるため                                                   | 宗教上の問題で反対する国があったため |
| 74               | 香港             | Yanyan           | ヤンヤン         | 女性の名前                   | 平成15年台風第1号  | ドルフィン       | 2006年         | 地域の代表性がないため                                                                         | 再提出                               |
| 102              | 香港             | Tingting         | テンテン         | 女性の名前                   | 平成16年台風第8号  | ライオンロック   | 2006年         | 地域の代表性がないため                                                                         | 再提出                               |
| 108              | フィリピン       | Amuyao           | アムヤオ         | マウンテン州にある山の名前   | 未使用             | アムヤグ         | 2025年         | フィリピン監視領域の台風の名前（つまりフィリピン国内で使われる予定の台風名）と一致であるため。 | ローカル命名と重複                   |
| 139              | アメリカ         | Vicente          | ヴェセンティ     | チャモロ人の男性の名前       | 平成24年台風第8号  | ラン             | 2015年         | 北東太平洋のハリケーンの命名と一致であるため                                                   | その他の地域の熱帯低気圧の命名と重複 |

名前（音や意味など）そのものは変更されていないが、以下のように表記（綴り）が変更された事例もある。これらはいずれも韓国が提出した名前で、英字の綴りを文化観光部2000年式表記へ変更された。
| 順番 | 読み       | 変更前の表記 | 変更後の表記 |
| ---- | ---------- | ------------ | ------------ |
| 11   | ケーミー   | Kaemi        | Gaemi        |
| 25   | チェービー | Chebi        | Jebi         |
| 53   | ノグリー   | Noguri       | Neoguri      |
| 67   | チャンミー | Changmi      | Jangmi       |
| 81   | コーニー   | Koni         | Goni         |

## 日本における台風の呼称

### 台風番号
前述の通り、終戦後のアメリカ軍占領下では、アメリカ式の女性名を用いていたが、サンフランシスコ講和条約発効後の1953年の台風2号（ジュディ台風）以降、日本国内では台風番号が導入された。
日本では、気象庁が毎年1月1日を区切りとして、台風が発生した順にこの台風番号を付けており、日本国内では通常はこの台風番号で呼ばれ、マスメディアにおいては「台風○号」のような表現が一般的には使用される。例えば、「台風1号」はその年に発生した最初の台風を意味し、「台風10号」はその年の10番目に発生した台風を指す。ただし、このような人為的な区切りを考えずに気温・海水温の推移から見ると、1月は季節的に前年の台風シーズンの延長上にあり、新たな台風シーズンの始まりは2月頃からであるといえる。そのため、台風1号が1月に発生することは珍しくないが、これは前年の延長上とも見ることができるため、実質上は2月以降に発生した最初の台風が、その年の1番目に発生した台風ともいえる。例えば、前年の12月31日までの台風の発生数が29個で、翌年の1月に台風第1号が発生したと仮定すると、この台風1号は厳密には「前年の台風30号」ともいえることになり、2月以降に発生した最初の台風（この場合であれば第2号以降の番号の台風）が、実質的には「この年の台風1号」とも言い換えられる。とはいえ、現実的な使い道を考えれば、西暦年と台風シーズンとが一致していた方が便利であるため、台風シーズンは1月から12月までとなっている。当年12月31日までに発生した台風は、発生した順番に番号を付けるが、翌年1月1日以降に発生した台風については、前年の12月31日までに発生した台風がまだ残っている場合であっても（越年台風）、リセットして1号から番号を付けることになっている。
気象庁では、台風番号について、情報文等においては元号年と組み合わせて表記し、天気図等においては西暦年の下2桁と組み合わせて表記している。例えば、2015年の台風5号については、情報文等においては「平成27年台風第5号」のように表記するが、天気図等においては「台風1505号」「T1505」などのように表記される。このように天気図等で使用される「西暦（2桁）＋ 番号（2桁）」の4桁方式は簡潔であるため、世間でもよく使用されているが、この場合、周期性の問題が存在する。例えば、「5915」は1959年の伊勢湾台風（台風15号）のことを指すが、これが将来的に、2059年に台風15号が発生した場合のことを考えると、混同が生じる。このような問題を避けるために、「西暦（4桁）＋ 番号（2桁）」の6桁方式が使用される場合もある。伊勢湾台風を6桁方式で表すと「195915」となり、2059年の台風15号が発生した場合の表記を「205915」とすれば区別ができる。なお、民間では「台風第○号」の「第」を省略するとともに、特定する必要がない場合には年号も省略して「台風30号」のように2桁方式で呼ぶことも多い。
台風番号は、台風が発生すると直ちに割り振られるため、基本的に速報値による発生順に基づいている。そのため、事後解析により2つ以上の台風の台風番号と発生日時が逆転することがある。例えば、速報値では台風Bよりも早く発生したとされた台風Aが、事後解析により台風Bの方が先に発生していたと判明するケースがある。この場合、速報段階では台風Aの方が先に発生したことになっているため台風Bよりも小さい番号が付けられるが、実際にこのような逆転現象が起きたとしても、速報段階で割り振られた番号が後から変更されることはなく、最初に付けられた番号がそのまま使用される。このような逆転現象の実例として、2016年の台風10号・11号がある。この時、速報値では10号が8月19日21時に発生したとされていたが、事後解析で10号の発生日時が8月21日21時に修正され、速報値よりも2日後に変更されたため、20日9時に発生した11号の方が先に発生したことになった。しかし当然、逆転後もどちらの台風番号も変更されていない。
| 年   | 台風A | 台風A    | 台風A            | 台風B | 台風B   | 台風B            |
| 年   | 台風  | 国際名   | 発生日時         | 台風  | 国際名  | 発生日時         |
| ---- | ----- | -------- | ---------------- | ----- | ------- | ---------------- |
| 1952 | 7号   | Ivy      | 1952/08/05 09:00 | 8号   | Jeanne  | 1952/08/05 03:00 |
| 1954 | 12号  | June     | 1954/09/05 15:00 | 13号  | Kathy   | 1954/09/01 09:00 |
| 1963 | 11号  | Della    | 1963/08/25 21:00 | 12号  | Elaine  | 1963/08/24 15:00 |
| 1965 | 17号  | Lucy     | 1965/08/15 15:00 | 18号  | Mary    | 1965/08/14 15:00 |
| 1965 | 21号  | Polly    | 1965/09/01 15:00 | 22号  | Rose    | 1965/09/01 03:00 |
| 1969 | 12号  | Flossie  | 1969/09/30 09:00 | 13号  | Grace   | 1969/09/30 03:00 |
| 1990 | 12号  | Yancy    | 1990/08/14 09:00 | 13号  | Aka     | 1990/08/13 21:00 |
| 1992 | 13号  | Nina     | 1992/08/19 21:00 | 14号  | Lois    | 1992/08/19 15:00 |
| 1994 | 21号  | Kinna    | 1994/09/06 09:00 | 22号  | Joel    | 1994/09/06 03:00 |
| 1997 | 11号  | Tina     | 1997/07/31 15:00 | 12号  | Victor  | 1997/07/31 09:00 |
| 2000 | 15号  | Bopha    | 2000/09/07 03:00 | 16号  | Wukong  | 2000/09/06 09:00 |
| 2006 | 7号   | Maria    | 2006/08/06 03:00 | 8号   | Saomai  | 2006/08/05 21:00 |
| 2009 | 7号   | Goni     | 2009/08/03 21:00 | 8号   | Morakot | 2009/08/03 09:00 |
| 2016 | 10号  | Lionrock | 2016/08/21 21:00 | 11号  | Kompasu | 2016/08/20 09:00 |
| 2021 | 10号  | Mirinae  | 2021/08/05 15:00 | 11号  | Nida    | 2021/08/04 09:00 |

発生した順番であるため、基本的に台風番号は整数で表されるが、過去には台風番号が小数になったこともある。終戦直後までは気象衛星観測がなかったため、次の台風が発生して命名した後から、事後解析により実は台風であったと判明する熱帯低気圧が存在したためである。例として、統計開始以前の1950年には、台風41号と42号の間において、42号より先に発生していた熱帯低気圧が、その後台風と判定されて「台風41.1号、41.2号」となった。しかしこのような事例は、1951年に台風の統計が開始されてからは実例がない。

### 固有名
特に災害の大きかった台風については、台風の上陸地点名や災害を起こした地名・湾名・川名・船名などをつけて呼ばれることがあり、「室戸台風」や「伊勢湾台風」などがその典型例である。戦後、気象庁によって公式に命名された台風は以下の10個である。
| 気象庁命名           | 名称               | 国際名  | 年     |
| -------------------- | ------------------ | ------- | ------ |
| 洞爺丸台風           | 昭和29年台風第15号 | Marie   | 1954年 |
| 狩野川台風           | 昭和33年台風第22号 | Ida     | 1958年 |
| 宮古島台風           | 昭和34年台風第14号 | Sarah   | 1959年 |
| 伊勢湾台風           | 昭和34年台風第15号 | Vera    | 1959年 |
| 第2室戸台風          | 昭和36年台風第18号 | Nancy   | 1961年 |
| 第2宮古島台風        | 昭和41年台風第18号 | Cora    | 1966年 |
| 第3宮古島台風        | 昭和43年台風第16号 | Della   | 1968年 |
| 沖永良部台風         | 昭和52年台風第9号  | Babe    | 1977年 |
| 令和元年房総半島台風 | 令和元年台風第15号 | Faxai   | 2019年 |
| 令和元年東日本台風   | 令和元年台風第19号 | Hagibis | 2019年 |

このほか、気象庁が公式に命名したものではないが、以下のような台風は顕著な災害を引き起こしたため、著名な固有名で呼ばれる。
- シーボルト台風（1828年）
- 足尾台風（1902年）
- 東京湾台風（1917年）
- 屋島丸台風（1933年）
- 室戸台風（1934年）
- 周防灘台風（1942年）
- 枕崎台風（1945年）
- 阿久根台風（1945年）

## 俗称
気象庁が台風について命名していなくとも、マスメディアによる報道などで台風に俗称が用いられることがある。あくまで俗称であるため、正式な名称ではない。
著名なものとしては1960年の「五輪台風」がある。同年の8月23日15時から24日3時にかけて、台風14号・15号・16号・17号・18号の5つの台風が同時に存在し、天気図上にまさに五輪マークのように並んだ（ただし実際の五輪マークとは上下逆である）。東京オリンピックを4年後にひかえ、さらに偶然にも、同年のローマオリンピック開催の直前（8月25日が開会式）というタイミングであったため、マスコミはこれを「五輪台風」と名付けて大きく報道した。
また、1991年の「りんご台風」も、台風の俗称としては有名である。これは、同年9月に日本列島に大きな被害を出した台風19号のことを指し、青森県ではこの台風によるりんごへの被害が大きかったことからこう呼ばれる。

## フィリピン名

PAGASAの熱帯低気圧監視エリア（このエリアに熱帯低気圧が発生もしくは進入した場合にフィリピン名が付けられる）

フィリピン大気地球物理天文局（PAGASA）は、北太平洋で発生した熱帯低気圧（台風を含む）に対して、国際的に命名・使用される国際名（現アジア名）とは別に、独自のリストにある名称「フィリピン名」を命名しており、フィリピン国内では、このフィリピン名の方が、アジア名などの国際名よりも一般的に使用されている。例えば、2008年にフィリピンに大きな被害をもたらした台風6号については、現地ではアジア名の「フンシェン (Fengshen)」よりフィリピン名「フランク (Frank)」の方が広く使用された。
このフィリピン名は、各年ごとに使用される4つのリスト（AからZまでの頭文字を持つ26の名前）と、数が足りなくなった場合に使用する補助リスト（AUXILLIARY LIST）からなる。
フィリピン名は、PAGASAの監視エリア内で熱帯低気圧が発生した場合と、そのエリアに熱帯低気圧が進入した場合にのみ命名される。例えば、2016年の台風14号は、アジア名は「ムーランティ（Meranti）」であるが、PAGASAにより「フェルディー（Ferdie）」というフィリピン名が付けられている。しかし、このようにフィリピン名が付けられる熱帯低気圧が、必ずしも「台風」の勢力に達しているとは限らない。そのため、「台風」に分類されておらずアジア名なども付けられていない熱帯低気圧が、フィリピン名だけは付けられるということも少なくない。例えば、2020年7月11日に発生した熱帯低気圧は、気象庁より「台風」と分類されずアジア名が付けられなかったと同時に、JTWCにより熱帯低気圧番号も付番されなかったが、PAGASAによって「カリーナ（Carina）」というフィリピン名が付けられている。
なお、アジア名など国際名と同様に、被害の規模が大きかった熱帯低気圧（台風）のフィリピン名は置き換えられる。例えば、2017年の台風26号（フィリピン名：ウルドゥヤ / Urduja）と台風27号（フィリピン名：ヴィンタ / Vinta）は、同じリストが次に使用される2021年には、「ウワン（Uwan）」と「ヴァービナ（Verbena）」にそれぞれ変更された。また、2013年にフィリピンに甚大な被害をもたらした台風30号のフィリピン名「ヨランダ（Yolanda）」も、その後「ヤスミン（Yasmin）」というフィリピン名に置き換えられている。

### フィリピン名のリスト
| 1 | 2 | 3 | 4 |
| --- | --- | --- | --- |
| 2020 2024 2028 2032 | 2021 2025 2029 2033 | 2022 2026 2030 2034 | 2023 2027 2031 2035 |
| AMBO (アンボ) BUTCHOY (ブッチョイ) CARINA (カリナ) DINDO (ディンド) ENTENG (エンテン) FERDIE (フェルディー) GENER (ヘネア) HELEN(ヘレン) IGME (イグメ) JULIAN (ジュリアン) KRISTINE (クリスチン) LEON (レオン) MARCE (マース) NIKA (二カ) OFEL (オフェル) PEPITO (ペピト) QUINTA (キーンタ) ROLLY (ロリー) SIONY (ジョニー) TONYO (トニョー) ULYSSES (ユリシース) VICKY (ヴィキー) WARREN (ワッレン) YOYONG (ヨヨン) ZOSIMO (ゾシモ) | AURING BISING CRISING DANTE EMONG FABIAN GORIO HUANING ISANG JOLINA KIKO LANNIE MARING NANDO ODETTE PAOLO QUEDAN RAMIL SALOME TINO UWAN VERBENA WILMA YASMIN ZORAIDA | AGATON BASYANG CALOY DOMENG ESTER FLORITA GARDO HENRY INDAY JOSIE KARDING LUIS MAYMAY NENENG OBET PAENG QUEENIE ROSAL SAMUEL TIOMAS UMBERTO VENUS WILMA YAYANG ZENY | AMANG BETTY CHEDENG DODONG EGAY FALCON GORING HANNA INENG JENNY KABAYAN LIWAYWAY MARILYN NIMFA ONYOK PERLA QUIEL RAMON SARAH TAMARAW UGONG VIRING WENG YOYOY ZIGZAG |

| 1                                                                     | 2                                                                  | 3                                                                  | 4                                                          |
| --------------------------------------------------------------------- | ------------------------------------------------------------------ | ------------------------------------------------------------------ | ---------------------------------------------------------- |
| ALAMID BRUNO CONCHING DOLOR ERNIE FLORANTE GERARDO HERNAN ISKO JEROME | ALAKDAN BALDO CLARA DENCIO ESTONG FELIPE GOMER HELING ISMAEL JULIO | AGILA BAGWIS CHITO DIEGO ELENA FELINO GUNDING HARRIET INDANG JESSA | ABE BERTO CHARO DADO ESTOY FELION GENING HERMAN IRMA JAIME |

## 各国の台風の呼称方法
| 国             | 方法                                                         |
| -------------- | ------------------------------------------------------------ |
| 日本           | 番号方式（台風番号）のみ                                     |
| フィリピン     | フィリピン国内のみで通用する独自のリスト方式（フィリピン名） |
| 中国           | 番号方式からリスト方式に移行中とも言われるが詳細不明         |
| 韓国           | リスト方式が主                                               |
| 台湾           | リスト方式のみ                                               |
| ベトナム       | ベトナム周辺のみで数える独自の番号方式とリスト方式を併用     |
| アメリカ合衆国 | リスト方式のみ                                               |